# Variance de genre

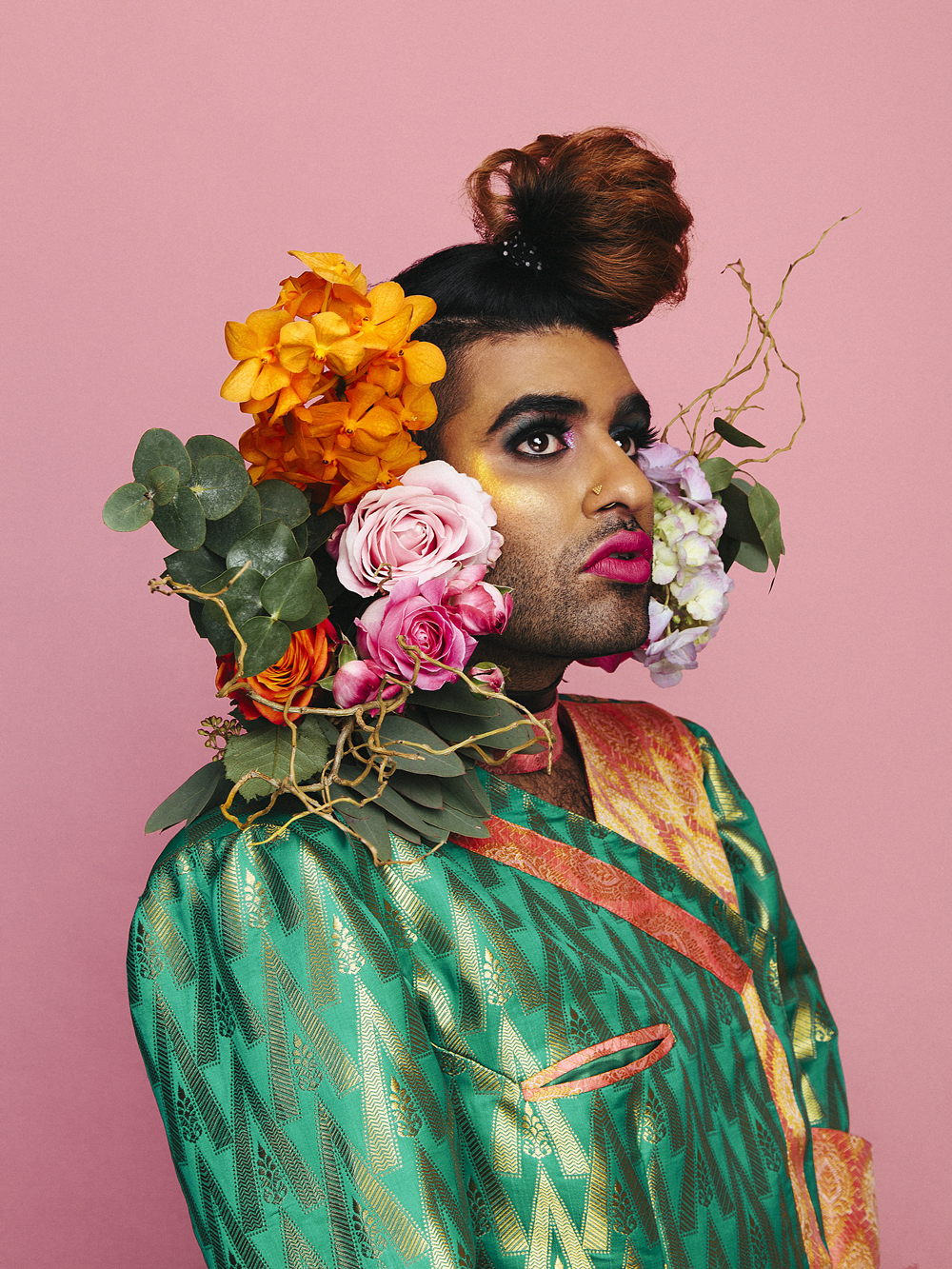
Exemple d’une personne exprimant une non-conformité de genre, réalisé par l’artiste non-binaire Alok Vaid-Menon.

La variance de genre, ou la non-conformité de genre, est le comportement ou l'expression de genre d'un individu qui ne correspond pas aux normes de genre masculines ou féminines. Les personnes qui expriment une variance de genre sont dits de « genre variant », de « genre non conforme », de « genre divers », de « genre atypique » ou genderqueer, dont plusieurs formes de non-binarité, et peuvent être transgenres ou d'une autre variance d'identité de genre. Certaines personnes intersexes peuvent aussi exprimer une variance de genre.

## Terminologie
Les termes variance de genre et genre variant sont utilisés par les étudiants américains de psychologie,, de psychiatrie, d'anthropologie, et dans les gender studies, ainsi que par les groupes de défense des genres variants eux-mêmes. Le terme genre variant est délibérément large, englobant des termes plus spécifiques comme transsexuel, butch et fem, queen, sissy, tomboy, travesti ou hijra.
Le mot transgenre est parfois utilisé pour signifier genre variant, mais habituellement, il a un sens plus restrictif et avec des connotations quelque peu différentes, notamment la non-identification du genre assigné à la naissance. Le Guide de Référence Media du GLAAD (anciennement Gay and Lesbian Alliance Against Defamation) définit le terme transgenre comme un « terme parapluie pour les personnes dont l'identité et/ou l'expression de genre diffère du sexe qui leur a été assigné à la naissance. » Les personnes ayant un genre variant ne s'identifient pas toutes comme transgenres, et toutes les personnes transgenres ne s'identifient pas comme genre variant ; beaucoup s'identifient simplement comme hommes ou femmes. L'identité de genre est le ressenti interne de son propre genre ; alors que la plupart des gens ont une identité genre d'un garçon ou d'un homme, ou d'une fille ou d'une femme, l'identité de genre pour d'autres personnes est plus complexe que deux choix. En outre, l'expression de genre est la manifestation extérieure de son identité de genre, généralement par l'apparence ou par le comportement « masculin », « féminin » ou d'un genre variant.
Dans certains pays comme l'Australie, le terme genre divers ou historiquement, sexe et/ou genre divers, peut être utilisé à la place de transgenre,,,,. L'ambiguïté à propos de l'inclusion ou de l'exclusion des personnes intersexes dans la terminologie, conduit à décliner les termes sexe et/ou genre divers et sexes et genres divers,,,. La réglementation actuelle prévoyant la reconnaissance des identités trans et d'autres genres utilisent des termes tels que genres divers et transgenre. En juillet 2013, la National LGBTI Health Alliance australienne a produit un guide intitulé « Inclusive Language Guide: Respecting people of intersex, trans and gender diverse experience » qui distingue clairement les différences entre le corps physique et l'identité.

## Variance de genre dans l'enfance
De multiples études suggèrent une corrélation entre les enfants ayant une identité de genre non conforme et leur éventuel coming out en tant qu'homosexuel, bisexuel, ou transgenre,. Dans d'autres études, une majorité des personnes qui s'identifient comme gay ou lesbienne s'auto-proclament de genre non conforme quand ils étaient enfants,. Cependant, la pertinence de ces études a été remise en question, en particulier au sein de la communauté universitaire[Laquelle ?]. La communauté thérapeutique est actuellement divisée sur la réponse appropriée du genre non-conforme dans l'enfance. Une étude a suggéré que le genre non conforme de l'enfant était acquis. Bien qu'il soit fortement associé à l'homosexualité, le genre non conforme est plus susceptible de prédire une maltraitance sur mineur. Une étude de 2012 montre que les personnes hétérosexuelles et homosexuelles qui n'expriment pas leurs rôles de genre en accord avec la société sont plus susceptibles de faire l'expérience d'agressions physiques, sexuelles, et psychologiques.
Des études ont également été menées sur les attitudes des adultes envers les enfants de genre non conformes. Il n'y aurait pas d'effets importants (à l'exception de quelques valeurs aberrantes) sur les attitudes, les intérêts et les comportements envers les enfants ayant des traits de genre non conformes[source insuffisante].
Les enfants ayant une variance de genre peuvent avoir du mal à se conformer plus tard dans la vie. Ils peuvent essayer de mener une vie « normale » en ayant des relations hétérosexuelles ou en se mariant pour tenter de dompter leur identité de genre de base. Comme les enfants vieillissent et ne sont pas traités pour ce « décalage » entre l'esprit et l'apparence corporelle, ils peuvent éprouver un mal-être, et une image de soi négative, ce qui peut éventuellement conduire à de la dépression, le suicide, ou le doute de soi. Si un enfant est de genre non conforme à un très jeune âge, il est important de fournir un soutien familial pour un impact positif sur la famille et l'enfant. Les enfants qui ne sont pas conformes avant 11 ans ont tendance à avoir un risque accru de dépression, d'anxiété, et des idées suicidaires au début de l'âge adulte.
Roberts et al. (2013) ont trouvé dans leur étude que les participants âgés de 23 à 30 ans, où 26 % font l'expérience du genre non conforme, ont des sortes de symptômes dépressifs par rapport aux 18 % qui ont un genre conforme. Il n'y a pas de traitement curatif pour le genre non conforme, mais la thérapie comportementale a été rapportée comme étant un succès[réf. non conforme]. En fait, le traitement des troubles de l'identité de genre tels que la variance de genre ont été un sujet à controverses depuis trois décennies. Les travaux de Hill, Carfagnini et Willoughby (2007), Bryant (2004), « suggèrent que les protocoles de traitement pour ces enfants et adolescents, en particulier ceux basés sur la conversion de l'enfant à un stéréotype de genre, font empirer les choses, les obligeant à intérioriser leur détresse. »
En d'autres termes, le traitement de la dysphorie de genre chez les enfants et les adolescents peuvent avoir des conséquences négatives. Des études suggèrent que le traitement devrait se concentrer davantage à aider les enfants et les adolescents pour se sentir à l'aise dans la vie avec la dysphorie de genre. Il y a un sentiment de détresse qui accable un enfant ou un adolescent avec dysphorie de genre. Hill et al. (2007) déclarent : « si ces jeunes sont en détresse en ayant un état jugé par la société comme indésirable, est-ce la preuve d'un trouble ? ». Bartlett et ses collègues (2000) notent que les difficultés à déterminer la détresse est aggravée dans les cas de dysphorie de genre, parce que, généralement, on ne sait pas si la détresse de l'enfant est due à la variance de genre ou à des effets secondaires (par exemple, l'ostracisme ou la stigmatisation). Hill et al. (2007) suggère : « Une approche moins controversée, respectueuse de la variance de genre dans notre culture, et sympathique envers la lutte d'un enfant avec le genre, serait plus humain ».

## Statut social des hommes et des femmes
La non-conformité de genre chez les personnes assignées hommes est habituellement plus sensiblement et violemment contrôlée que la non-conformité de genre chez les personnes assignées femmes. De nombreux théoriciens pensent que c'est parce que la féminité est intrinsèquement dévalorisée dans une société patriarcale, donc qu'un homme qui cherche à être plus féminin abaisse son statut social, mais une femme agissant d'une manière masculine est tolérée parce que son statut social sera renforcé (par exemple, la puissance physique, l'affirmation de soi, l'ambition). L'intense pression sociale sur les personnes traditionnellement considérées « hommes », pour être masculines, peut être perçue à travers les niveaux particulièrement élevés de violence envers les femmes trans.

## Rôles de genre atypiques
Un rôle de genre atypique est un rôle de genre comprenant des comportements non typiques en référence à une norme culturelle. Les stéréotypes de rôle de genre sont des modèles socialement déterminés. Ils correspondent à ce que la société attend des hommes et des femmes en matière de pensées, de comportements, de ressentis, etc. ; ils sont souvent basés sur les normes de genre.
Exemples de quelques rôles de genre atypiques :
Househusbandshommes qui restent à la maison et prennent soin de leur intérieur et de leurs enfants pendant que leur partenaire est au travail. Selon Sam Roberts du New York Times, en 1970, 4 % des hommes américains gagnaient moins que leurs épouses. La National Public Radio a rapporté qu'en 2015, ce chiffre était passé à 38 %.
Métrosexuelhomme de toute orientation sexuelle qui a un intérêt pour le style, la mode, et les vêtements également.
Androgyneune personne ne s'identifiant ni comme homme, ni comme femme, ou présentant un genre mixte ou neutre.
Travestiune personne qui s'habille avec des vêtements ou ayant approximativement une apparence de l'autre sexe, en public ou seulement en privé. Leur identité de genre, cependant, n'est pas nécessairement congruente avec le genre auquel ils se réfèrent pour s'habiller.
Hijrapersonne (parfois neutre) dont l'anatomie est identifiée comme masculine (plus rarement féminine ou intersexe), mais dont l'identité de genre n'est ni masculine ni féminine, et dont le rôle de genre inclut des vêtements spéciaux qui les identifie comme hijra ; ce rôle genre[Quoi ?] donne une place particulière dans la société et permet des professions particulières.
Khanithpartenaire gynécomimétique en relation homosexuelle hétérogenrée, peut conserver son statut public d'homme, malgré ses vêtements et son comportement de rôle masculin socio-normal. Les vêtements de ces individus doivent être intermédiaires entre ceux d'un homme et ceux d'une femme. Son rôle social inclut la liberté d'associer les femmes dans l'ensemble de leurs interactions sociales, y compris en chantant avec elles lors de mariages.

## Association avec l'orientation sexuelle
Les comportements tels que l'expression de l'émotion, un penchant pour le soin et l'attention des autres, un intérêt pour la cuisine ou d'autres tâches domestiques, le soin porté à soi-même, et le désir de prendre soin des enfants sont tous les aspects du genre masculin non-conforme,,. Les hommes qui présentent de telles tendances sont souvent identifiés comme gay. Une étude a révélé une incidence élevée d'hommes gay auto-proclamés, ayant eu des comportements de genre atypiques dans l'enfance, comme ayant peu d'intérêt pour le sport et une préférence à jouer avec des poupées. La même étude a trouvé que les mères d'hommes gay ont rapporté de tels comportements atypiques chez leurs fils avec une plus grande fréquence que les mères d'hommes hétérosexuels. Mais alors que de nombreux hommes gays ou bisexuels présentent des caractéristiques traditionnellement féminines, beaucoup d'entre eux ne le font pas, et tous les hommes présentant des caractéristiques traditionnellement féminines ne sont pas gays ou bisexuels.
Pour les femmes, le genre non-conforme est souvent associé au lesbianisme en raison des identités limitées auxquelles les femmes sont confrontées à l'âge adulte,,. Les notions de féminité hétérosexuelle exigent souvent un rejet des activités physiquement exigeantes, la soumission sociale à un personnage masculin (mari ou petit ami), un intérêt pour la procréation et les tâches ménagères, et un intérêt à se rendre plus attrayante pour les hommes avec des vêtements appropriés, du maquillage, une coupe de cheveux stylisée, et des formes corporelles. Un rejet de l'un de ces facteurs peut conduire une femme à être catégorisée lesbienne indépendamment de son orientation sexuelle réelle. Par conséquent, attirer un partenaire romantique ou sexuel masculin peut jouer un rôle important pour une femme adulte pour supprimer ou rejeter son propre désir d'être variante de genre. Les femmes lesbiennes et bisexuelles, étant moins préoccupés par attirer les hommes et craignant moins la pression sociale, peuvent trouver plus facile de rejeter les idéaux traditionnels de la féminité. Cela peut aider à expliquer les niveaux élevés de genres non-conformes auto-déclarés chez les lesbiennes[réf. nécessaire],.

## Vêtements
Chez les adultes, le port de vêtements féminins par des hommes est souvent socialement stigmatisé et considéré comme du fétichisme, ou considéré comme sexuellement anormal. Pourtant, le travestisme peut simplement être une forme d'expression de genre, sans être nécessairement lié à l'activité érotique, et il n'est pas non plus lié à l'orientation sexuelle. D'autres hommes au genre non conforme préfèrent simplement modifier et styliser leurs vêtements pour exprimer leurs intérêts pour l'apparence et la mode.

## Reconnaissance légale

### Australie
Le gouvernement fédéral australien reconnaît la diversité des genres grâce à la reconnaissance d'une classification de genre « X » dans la Commonwealth Guidelines on the Recognition of Sex and Gender publiée en juillet 2013. La classification « X » a été enregistrée pour la première fois sur un passeport en 2003,.